# حسین الله‌کرم
عبدالحسین الله‌کرم (زاده ۳۰ خرداد ۱۳۳۵) عضو هیئت علمی دانشکده علوم سیاسی دانشگاه آزاد اسلامی، از فرماندهان جنگ ایران و عراق و از فعالان عرصهٔ سیاست در ایران و از اعضای سپاه پاسداران انقلاب اسلامی و رئیس شورای هماهنگی حزب‌الله است. بسیاری او را از عناصر پشت پرده تأثیرگذار حاکمیت و رهبر لباس شخصی‌ها می‌دانند.
اتحادیه اروپا در ۲۳ فروردین ۱۳۹۰ وی را به دلیل نقشی که در نقض گسترده و شدید حقوق شهروندان ایرانی داشت تحریم کرد. در ۹ خرداد ۱۳۹۷ وزارت خزانه‌داری ایالات متحده آمریکا وی را به دلیل نقش جدی در نقض حقوق بشر مورد تحریم قرار داد.

## زندگی شخصی و تحصیلات
حسین الله‌کرم در ۳۰ خرداد ۱۳۳۵ در تهران در محلهٔ قیام زاده شد. پدر او تعمیرکار کفش و مادرش خانه‌دار بود. الله‌کرم خاطرات شیرین کودکی‌اش را آب‌تنی در جوی‌های جنوب شهر می‌داند. او از همسر نخستش صاحب دو فرزند شد و پس از مرگ همسرش با بیوهٔ یک «شهید» که سه فرزند داشت ازدواج کرد.
الله‌کرم در دو رشته مدیریت راهبردی و علوم سیاسی مدرک دکترا دارد. او در فروردین ۱۳۸۸ از دانشگاه تهران دکترای علوم سیاسی دریافت کرد. الله‌کرم در دانشگاه آزاد اسلامی رئیس گروه اندیشه سیاسی و مسائل ایران، و استاد دانشگاه تهران در دوره روابط بین‌الملل در مقاطع کارشناسی، کارشناسی ارشد، و دکترا است. وبگاه دانشگاه آزاد او را استادیار دانشگاه و دارای دکتری روابط بین‌الملل معرفی کرده است. اما در بخش تجربیات، سوابق، و زمینه‌های آموزشی و پژوهش، مطلبی نوشته نشده است.

## فعالیت نظامی
الله‌کرم گفته که با انقلاب ۱۳۵۷ در حلقه محافظان سید روح‌الله خمینی بوده و بازوبند انتظامات زده بود. او در همان آغاز جنگ ایران و عراق راهی جبهه شد و تا پایان جنگ در منطقه ماند. او فرمانده تیپ مسلم‌بن‌عقیل، تیپ ۳۱۳ لشکر الزهرا، و فرمانده مستقیم عملیات مطلع‌الفجر را بر عهده داشت.

## فعالیت سیاسی
الله‌کرم پس از جنگ، وارد کار سیاسی شد. او در ۱۳۷۲ با هم‌فکران خود در هیئت رزمندگان اسلام مانند محمدرضا نقدی، محمدباقر ذوالقدر، و عبدالحسین محتشم گروه انصار حزب‌الله را پایه‌گذاری کرد. از آن به «گروه فشار» یاد می‌شود که مسئولیت سرکوب گروه‌ها و کنشگران سیاسی، نظامی، اجتماعی، و مذهبی را بر عهده داشتند.
الله‌کرم در دفاع از عملیات‌های انصار حزب‌الله در مرداد ۱۳۹۸ گفت انصار حزب‌الله به عنوان یک جنبش اجتماعی با نگاه عدالت‌خواهانه و حمایت از ارزش‌ها و دفاع از احیای امر به معروف و نهی از منکر شکل گرفت. او همچنین نقش انصار حزب‌الله در سرکوب‌ها را انکار کرد.
وی پس از حمله موشکی اسرائیل به ایران در مناظره با صادق زیباکلام با اشاره به اینکه ارتش اسرائیل ۱۴۰ هواپیما برای حمله به ایران بلند کرده بودند، عنوان کرد که فقط ۲۴ موشک اصابت دقیق داشت. این نخستین آماری بود که یک چهره از حمله اسرائیل به ایران منتشر می‌کرد.

## مأموریت در بوسنی
الله‌اکرم که تا پایان ریاست‌جمهوری سید محمد خاتمی در عرصه سیاسی فعال بود با روی کار آمدن محمود احمدی‌نژاد در سال ۱۳۸۶ به عنوان وابسته نظامی ایران عازم کرواسی و بوسنی شده و برای چند سالی از صحنه سیاسی ایران دور ماند. به گفته بعضی از نزدیکان او، دادن چنین مأموریتی به الله‌کرم برای این بود تا دوران احمدی‌نژاد به دور از تنش باشد.

## دوران روحانی
الله‌کرم در دهه ۱۳۹۰ با تشکیل شورای هماهنگی حزب‌الله به فعالیت سرکوب ادامه داد و در دوره ریاست‌جمهوری حسن روحانی گاهی تجمعاتی برگزار کرد. مخالفت با حضور زنان در مسابقات فوتبال و والیبال از جمله اقدامات او در این سال‌ها بود. الله‌کرم در سال ۱۳۹۶ در بیانیه‌ای اعلام کرد که شورای هماهنگی حزب‌الله آتش به اختیار عمل می‌کند.

## تأسیس حزب رزما
الله‌اکرم در آذر ۱۴۰۲ اعلام کرد با بنیان‌گذاری حزب جمعیت رزمنده مدافع انقلاب اسلامی (رزما) می‌خواهد کهنسالان سیاسی را کنار بزند و صدها هزار نیروی ارزشی، انقلابی و معتقد به ولایت مطلقه فقیه را به صحنه آورد.

## تحریم‌های بین‌المللی و موارد نقض حقوق بشر
الله‌کرم به همراه حمید استاد مسئول شورای هماهنگی حزب‌الله در شرق ایران و مسئول انصار حزب‌الله در مشهد و همچنین عبدالحمید محتشم دبیرکل انصار حزب‌الله در خرداد ۱۳۹۷ در فهرست تحریم ایالات متحده آمریکا قرار گرفتند. اتحادیه اروپا طی تصمیم ۲۳ فروردین ۱۳۹۰ (۱۳ آوریل ۲۰۱۱)، ۳۲ مقام ایرانی از جمله حسین الله‌کرم را به دلیل نقشی که در نقض گسترده و شدید حقوق شهروندان ایرانی داشته‌اند، از ورود به کشورهای این اتحادیه محروم کرد. کلیه دارایی‌های این مقامات نیز در اروپا توقیف خواهد شد.
براساس بیانیه اتحادیه اروپا، حسین الله‌کرم رئیس انصار حزب‌الله و سردار سپاه پاسداران است. او از بنیانگذاران انصار حزب‌الله است. این گروه ملقب به لباس شخصی‌ها هستند.